# Hypsopedes kurentzovi
Hypsopedes kurentzovi är en insektsart som beskrevs av Bei-bienko 1951. Hypsopedes kurentzovi ingår i släktet Hypsopedes och familjen vårtbitare. Inga underarter finns listade i Catalogue of Life.